# Faza eliminatorie UEFA Europa League 2013-2014
Faza eliminatorie a UEFA Europa League 2013-2014 s-a jucat între 20 februarie 2014 și 14 mai 2014, culminând cu finala de pe Juventus Stadium din Torino, Italia. Un număr de 32 de echipe au partipat în cadrul fazei eliminatorii.

## Datele tragerilor la sorți și a rundelor
Toate tragerile la sorți vor avea loc la sediul UEFA din Nyon, Elveția.
Timpurile indicate până în 29 martie 2014 (1/8 de finală) sunt CET (UTC+1), toate de după (începând cu 1/4 de finală) sunt CEST (UTC+2).
| Runda              | Data și ora tragerii la sorți | Prima manșă                             | Manșa secundă                           |
| ------------------ | ----------------------------- | --------------------------------------- | --------------------------------------- |
| 1/16 de finală     | 16 decembrie 2013, 13:00      | 20 februarie 2014                       | 27 februarie 2014                       |
| 1/8 de finală      | 16 decembrie 2013, 13:00      | 13 martie 2014                          | 20 martie 2014                          |
| Sferturi de finală | 21 martie 2014, 13:00         | 3 aprilie 2014                          | 10 aprilie 2014                         |
| Semifinale         | 11 aprilie 2014, 12:00        | 24 aprilie 2014                         | 1 mai 2014                              |
| Finala             | 11 aprilie 2014, 12:00        | 14 mai 2014 pe Juventus Stadium, Torino | 14 mai 2014 pe Juventus Stadium, Torino |

Meciurile pot fi jucate și marția sau miercurea în loc de joia, cum are loc în mod normal.

## Format
The knockout phase involves 32 teams: the 24 teams which qualified as winners and runners-up of each of the twelve groups in the group stage, and the eight third-placed teams from the Champions League group stage.
Each tie in the knockout phase, apart from the final, is played over two legs, with each team playing one leg at home.  The team that scores more goals on aggregate over the two legs advances to the next round. If the aggregate score is level, the away goals rule is applied, i.e., the team that scores more goals away from home over the two legs advances. If away goals are also equal, then thirty minutes of extra time is played, divided into two fifteen-minutes halves. The away goals rule is again applied after extra time, i.e., if there are goals scored during extra time and the aggregate score is still level, the visiting team advances by virtue of more away goals scored. If no goals are scored during extra time, the tie is decided by penalty shoot-out. In the final, the tie is played as a single match. If scores are level at the end of normal time in the final, extra time is played, followed by penalties if scores remain tied.
Mecanismul tragerilor la sorți pentru fiecare rundă este următorul:
- În șaisprezecimile de finală, 12 echipe câștigătoare ale grupelor Europa League cu alte 4 echipe clasate pe locurile 3 în grupele Ligii Campionilor având rezultate mai bune, vor fi considerate echipe capi de serie, având parte de adversari mai slabi ce au terminat pe locurile secunde grupele Europa League sau ultimele 4 echipe clasate pe locurile 3 din grupele Ligii Campionilor. Echipele capi de serie vor juca meciul retur acasă. Echipe din aceeași grupă sau din aceeași țară nu pot pica la sorți una contra alteia.
- La tragerea la sorți pentru optimile de finală niciuna din regulile de mai sus nu se aplică și orice echipă poate primi orice adversar.

## Echipele calificate
| Legenda culorilor                                |
| ------------------------------------------------ |
| Echipe cotate la tragerea la sorți pentru 1/16   |
| Echipe necotate la tragerea la sorți pentru 1/16 |

| Grupa | Câștigători         | Locul 2               |
| ----- | ------------------- | --------------------- |
| A     | Valencia            | Swansea City          |
| B     | Ludogorets Razgrad  | Cernomoreț Odesa      |
| C     | Red Bull Salzburg   | Esbjerg               |
| D     | Rubin Kazan         | Maribor               |
| E     | Fiorentina          | Dnipro Dnipropetrovsk |
| F     | Eintracht Frankfurt | Maccabi Tel Aviv      |
| G     | Genk                | Dynamo Kyiv           |
| H     | Sevilla             | Slovan Liberec        |
| I     | Lyon                | Real Betis            |
| J     | Trabzonspor         | Lazio                 |
| K     | Tottenham Hotspur   | Anzhi Makhachkala     |
| L     | AZ                  | PAOK                  |

| Echipa           | MJ | V | E | Î | GM | GP | G   | Pct |
| ---------------- | -- | - | - | - | -- | -- | --- | --- |
| Napoli           | 6  | 4 | 0 | 2 | 10 | 9  | +1  | 12  |
| Benfica          | 6  | 3 | 1 | 2 | 8  | 8  | 0   | 10  |
| Shakhtar Donetsk | 6  | 2 | 2 | 2 | 7  | 6  | +1  | 8   |
| Basel            | 6  | 2 | 2 | 2 | 5  | 6  | −1  | 8   |
| Ajax             | 6  | 2 | 2 | 2 | 5  | 8  | −3  | 8   |
| Juventus         | 6  | 1 | 3 | 2 | 9  | 9  | 0   | 6   |
| Porto            | 6  | 1 | 2 | 3 | 4  | 7  | −3  | 5   |
| Viktoria Plzeň   | 6  | 1 | 0 | 5 | 6  | 17 | −11 | 3   |

Ranking rules: 1. Points; 2. Goal difference; 3. Goals scored; 4. Away goals scored; 5. Wins; 6. Away wins; 7. Club coefficient.

## Șaisprezecimi de finală
Tragerea la sorți a avut loc pe 16 decembrie 2013. Prima manșă se va juca pe 20 februarie, iar manșa secundă pe 27 februarie 2014.
| Echipa 1              | Scor gen. | Echipa 2            | Tur | Retur |
| --------------------- | --------- | ------------------- | --- | ----- |
| Dnipro Dnipropetrovsk | 2-3       | Tottenham Hotspur   | 1-0 | 3-1   |
| Real Betis            | 3-1       | Rubin Kazan         | 1-1 | 2-0   |
| Swansea City          | 1-3       | Napoli              | 0-0 | 3-1   |
| Juventus              | 4-0       | Trabzonspor         | 2-0 | 0-2   |
| Maribor               | 3-1       | Sevilla             | 2-2 | 2-1   |
| Viktoria Plzeň        | 3-2       | Șahtar Donețk       | 1-1 | 1-2   |
| Cernomoreț Odesa      | 0-1       | Lyon                | 0-0 | 1-0   |
| Lazio                 | 3-4       | Ludogorets Razgrad  | 0-1 | 3-3   |
| Esbjerg               | 2-4       | Fiorentina          | 1-3 | 1-1   |
| Ajax                  | 1-6       | Red Bull Salzburg   | 0-3 | 3-1   |
| Maccabi Tel Aviv      | 0-3       | Basel               | 0-0 | 3-0   |
| Porto                 | 5-5       | Eintracht Frankfurt | 2-2 | 3-3   |
| Anzhi Makhachkala     | 2-0       | Genk                | 0-0 | 0-2   |
| Dynamo Kyiv           | 0-2       | Valencia            | 0-2 | 0-0   |
| PAOK                  | 0-4       | Benfica             | 0-1 | 3-0   |
| Slovan Liberec        | 1-2       | AZ                  | 0-1 | 1-1   |

### Prima manșă
| Anzhi Makhachkala | 0-0    | Genk |
| ----------------- | ------ | ---- |
|                   | Report |      |

| Dnipro Dnipropetrovsk | 1-0    | Tottenham Hotspur |
| --------------------- | ------ | ----------------- |
| Konoplyanka 81' (p)   | Report |                   |

| Juventus                | 2-0    | Trabzonspor |
| ----------------------- | ------ | ----------- |
| Osvaldo 16' Pogba 90+4' | Report |             |

| Cernomoreț Odesa | 0-0    | Lyon |
| ---------------- | ------ | ---- |
|                  | Report |      |

| Esbjerg   | 1-3    | Fiorentina                           |
| --------- | ------ | ------------------------------------ |
| Pusic 10' | Report | Matri 9' Iličić 15' Aquilani 37' (p) |

| Dynamo Kyiv | 0-2    | Valencia                  |
| ----------- | ------ | ------------------------- |
|             | Report | Vargas 79' Feghouli 90+1' |

| PAOK | 0-1    | Benfica  |
| ---- | ------ | -------- |
|      | Report | Lima 59' |

| Slovan Liberec | 0 - 1  | AZ            |
| -------------- | ------ | ------------- |
|                | Report | Viergever 89' |

| Real Betis | 1 - 1  | Rubin Kazan      |
| ---------- | ------ | ---------------- |
| Vilá 3'    | Report | Eremenko 74' (p) |

| Swansea City | 0 - 0  | Napoli |
| ------------ | ------ | ------ |
|              | Report |        |

| Maribor               | 2 - 2  | Sevilla               |
| --------------------- | ------ | --------------------- |
| Tavares 33' Vršič 81' | Report | Gameiro 47' Fazio 72' |

| Viktoria Plzeň | 1 - 1  | Shakhtar Donetsk |
| -------------- | ------ | ---------------- |
| Tecl 62'       | Report | Luiz Adriano 64' |

| Lazio | 0 - 1  | Ludogorets Razgrad |
| ----- | ------ | ------------------ |
|       | Report | Bezjak 45'         |

| Ajax | 0 - 3  | Red Bull Salzburg             |
| ---- | ------ | ----------------------------- |
|      | Report | Soriano 14' (p), 35' Mané 21' |

| Maccabi Tel Aviv | 0 - 0  | Basel |
| ---------------- | ------ | ----- |
|                  | Report |       |

| Porto                   | 2 - 2  | Eintracht Frankfurt         |
| ----------------------- | ------ | --------------------------- |
| Quaresma 44' Varela 68' | Report | Joselu 72' Sandro 77' (aut) |

Notes
1. ^ Anzhi Makhachkala will play their home match at Saturn Stadium, Ramenskoye instead of their regular stadium, Anzhi-Arena, Makhachkala.

### Manșa secundă
| Rubin Kazan | 0 - 2  | Real Betis                |
| ----------- | ------ | ------------------------- |
|             | Report | Nono 45' Rubén Castro 64' |

Real Betis câștigă la general cu 3-1
| Napoli                              | 3 - 1  | Swansea City  |
| ----------------------------------- | ------ | ------------- |
| Insigne 17' Higuaín 78' İnler 90+3' | Report | de Guzmán 30' |

Napoli castiga la general cu 3-1
| Sevilla                            | 2-1    | Maribor     |
| ---------------------------------- | ------ | ----------- |
| José Antonio Reyes 42' Gameiro 59' | Report | Vršič 90+2' |

Sevilla castiga la general cu 4-3
| Shakhtar Donetsk | 1-2    | Viktoria Plzeň         |
| ---------------- | ------ | ---------------------- |
| Luiz Adriano 88' | Report | Kolář 29' Petržela 33' |

Viktoria Plzeň castiga la general cu 3-2
| Ludogorets Razgrad                           | 3-3    | Lazio                        |
| -------------------------------------------- | ------ | ---------------------------- |
| Bezjak 67' Zlatinski 78' Juninho Quixadá 88' | Report | Keita 1' Perea 54' Klose 82' |

Ludogorets Razgrad castiga la general cu 4-3
| Red Bull Salzburg                            | 3-1    | Ajax         |
| -------------------------------------------- | ------ | ------------ |
| van der Hoorn 56' (aut) Mané 66' Soriano 77' | Report | Klaassen 82' |

Red Bull Salzburg castiga la general cu 6-1
| Basel                         | 3-0    | Maccabi Tel Aviv |
| ----------------------------- | ------ | ---------------- |
| Stocker 18' Streller 60', 71' | Report |                  |

Basel castiga la general cu 3-0
| Eintracht Frankfurt       | 3-3    | Porto                       |
| ------------------------- | ------ | --------------------------- |
| Aigner 37' Meier 52', 76' | Report | Mangala 58', 71' Ghilas 86' |

5-5 la general. Porto castiga la numarul de goluri din deplasare.
| Tottenham Hotspur             | 3-1    | Dnipro Dnipropetrovsk |
| ----------------------------- | ------ | --------------------- |
| Eriksen 56' Adebayor 65', 69' | Report | Zozulya 48'           |

Tottenham Hotspur castiga la general cu 3-2
| Trabzonspor | 0-2    | Juventus              |
| ----------- | ------ | --------------------- |
|             | Report | Vidal 18' Osvaldo 33' |

Juventus castiga la general cu 4-0
| Lyon          | 1-0    | Cernomoreț Odesa |
| ------------- | ------ | ---------------- |
| Lacazette 80' | Report |                  |

Lyon castiga la general cu 1-0
| Fiorentina | 1-1    | Esbjerg           |
| ---------- | ------ | ----------------- |
| Iličić 47' | Report | Vestergaard 90+1' |

Fiorentina castiga la general cu 4-2
| Genk | 0-2    | Anzhi Makhachkala              |
| ---- | ------ | ------------------------------ |
|      | Report | Tshimanga 64' (aut) Aliyev 71' |

Anzhi Makhachkala castiga la general cu 2-0
| Valencia | 0-0    | Dynamo Kyiv |
| -------- | ------ | ----------- |
|          | Report |             |

Valencia castiga la general cu 2-0
| Benfica                              | 3-0    | PAOK |
| ------------------------------------ | ------ | ---- |
| Gaitán 70' Lima 78' (p) Marković 79' | Report |      |

Benfica castiga la general cu 4-0
| AZ            | 1-1    | Slovan Liberec |
| ------------- | ------ | -------------- |
| Viergever 19' | Report | Budnik 72'     |

AZ castiga la general cu 2-1
Note
1. ^ Ludogorets Razgrad will play their home match at Stadionul Național Vasil Levski, Sofia instead of their regular stadium, Ludogorets Arena, Razgrad.

## Optimi de finală
Tragerea la sorți a avut loc pe 16 decembrie 2013. Prima manșă se va juca pe 13 martie, iar manșa secundă pe 20 martie 2014.
| Echipa 1           | Scor gen.           | Echipa 2          | Tur | Retur                                |
| ------------------ | ------------------- | ----------------- | --- | ------------------------------------ |
| AZ Alkmaar         | 1-0                 | Anzhi Makhachkala | 1-0 | 0-0                                  |
| Ludogorets Razgrad | 0-4                 | Valencia          | 0-3 | 0-1                                  |
| Porto              | 3-2                 | Napoli            | 1-0 | 2-2                                  |
| Lyon               | 5-3                 | Viktoria Plzeň    | 4-1 | 1-2                                  |
| Sevilla            | 2-2 d.p. 4-3 d.l.d. | Real Betis        | 0-2 | [[#Betis v Sevilla\|2-0 4-3 d.l.d.]] |
| Tottenham Hotspur  | 3-5                 | Benfica           | 1-3 | 2-2                                  |
| Basel              | 2-1                 | Red Bull Salzburg | 0-0 | 2-1                                  |
| Juventus           | 2-1                 | Fiorentina        | 1-1 | 1-0                                  |

### Prima manșă
| AZ Alkmaar         | 1-0 | Anzhi Makhachkala |
| ------------------ | --- | ----------------- |
| Jóhannsson 29' (p) |     |                   |

| Ludogorets Razgrad | 0-3 | Valencia                              |
| ------------------ | --- | ------------------------------------- |
|                    |     | Barragán 5' Cartabia 33' Senderos 59' |

| Porto        | 1-0 | Napoli |
| ------------ | --- | ------ |
| Martínez 57' |     |        |

| Lyon                                      | 4-1 | Viktoria Plzeň |
| ----------------------------------------- | --- | -------------- |
| Fofana 12', 70' Lacazette 53' Mvuemba 61' |     | Hořava 3'      |

| Sevilla | 0-2 | Real Betis                          |
| ------- | --- | ----------------------------------- |
|         |     | Léo Baptistão 15' Salva Sevilla 77' |

| Tottenham Hotspur | 1-3 | Benfica                     |
| ----------------- | --- | --------------------------- |
| Eriksen 64'       |     | Rodrigo 30' Luisão 58', 84' |

| Basel | 0-0 | Red Bull Salzburg |
| ----- | --- | ----------------- |
|       |     |                   |

| Juventus | 1-1 | Fiorentina |
| -------- | --- | ---------- |
| Vidal 3' |     | Gómez 79'  |

### Manșa secundă
| Anzhi Makhachkala | 0-0 | AZ Alkmaar |
| ----------------- | --- | ---------- |
|                   |     |            |

AZ Alkmaar castiga la general cu 1-0
| Benfica              | 2-2 | Tottenham Hotspur |
| -------------------- | --- | ----------------- |
| Garay 34' Lima 90+5' |     | Chadli 78', 79'   |

Benfica castiga la general cu 5-3
| Valencia         | 1-0 | Ludogoreț Razgrad |
| ---------------- | --- | ----------------- |
| Paco Alcácer 59' |     |                   |

Valencia castiga la general cu 4-0
| Viktoria Plzeň     | 2-1 | Olympique Lyonnais |
| ------------------ | --- | ------------------ |
| Kolář 60' Tecl 62' |     | Gomis 45+3'        |

Olympique Lyonnais castiga la general cu 5-3
| Fiorentina | 0-1 | Juventus Torino |
| ---------- | --- | --------------- |
|            |     | Pirlo 71'       |

Juventus Torino castiga la general cu 2-1
| Napoli                  | 2-2 | Porto                           |
| ----------------------- | --- | ------------------------------- |
| Pandev 21' Zapata 90+2' |     | Ghilas 69' Ricardo Quaresma 76' |

Porto castiga la general cu 3-2
| Real Betis                                                    | 0-2 (d.p.) | Sevilla                                            |
| ------------------------------------------------------------- | ---------- | -------------------------------------------------- |
|                                                               |            | Reyes 20' Bacca 75'                                |
| Rubén Castro · Salva Sevilla · Antonio Amaya · N'Diaye · Nono | 3-4        | Vitolo · Coke · Gameiro · Alberto Moreno · Rakitić |

2-2 la general. Sevilla castiga la penaltiuri cu 4-3
| Red Bull Salzburg | 1-2 | Basel                  |
| ----------------- | --- | ---------------------- |
| Soriano 22'       |     | Streller 50' Sauro 60' |

Basel castiga la general cu 2-1

## Sferturi de finală
Tragerea la sorți a avut loc pe 21 martie 2014. Prima manșă se va juca pe 3 aprilie, iar manșa secundă pe 10 aprilie 2014.
| Echipa 1 | Scor gen. | Echipa 2 | Tur | Retur    |
| -------- | --------- | -------- | --- | -------- |
| AZ       | 0–3       | Benfica  | 0–1 | 0–2      |
| Lyon     | 1–3       | Juventus | 0–1 | 1–2      |
| Basel    | 3–5       | Valencia | 3–0 | 0–5 d.p. |
| Porto    | 2–4       | Sevilla  | 1–0 | 1–4      |

### Prima manșă
| AZ | 0–1    | Benfica    |
| -- | ------ | ---------- |
|    | Report | Salvio 48' |

| Lyon | 0–1    | Juventus    |
| ---- | ------ | ----------- |
|      | Report | Bonucci 84' |

| Basel                          | 3–0    | Valencia |
| ------------------------------ | ------ | -------- |
| Delgado 34', 38' Stocker 90+1' | Report |          |

| Porto       | 1–0    | Sevilla |
| ----------- | ------ | ------- |
| Mangala 31' | Report |         |

Note
1. ^ Meciul dintre Basel și Valencia se va juca cu casa închisă din cauza pedepselor impuse de UEFA.[8]

### Manșa secundă
| Benfica          | 2–0    | AZ |
| ---------------- | ------ | -- |
| Rodrigo 39', 71' | Report |    |

Benfica a câștigat cu scorul de 3–0 la general.
| Juventus                  | 2–1    | Lyon       |
| ------------------------- | ------ | ---------- |
| Pirlo 4' Umtiti 68' (ag.) | Report | Briand 18' |

Juventus a câștigat cu scorul de 3–1 la general.
| Valencia                                   | 5–0 (d.p.) | Basel |
| ------------------------------------------ | ---------- | ----- |
| Paco 38', 70', 114' Vargas 42' Bernat 118' | Report     |       |

Valencia a caștigat cu scorul de 5–3 la general.
| Sevilla                                            | 4–1    | Porto          |
| -------------------------------------------------- | ------ | -------------- |
| Rakitić 5' (pen.) Vitolo 26' Bacca 29' Gameiro 79' | Report | Quaresma 90+2' |

Sevilla a câștigat cu scorul de 4–2 la general.

## Semifinale
Tragerea la sorți a avut loc pe 11 aprilie 2014. Prima manșă s-a jucat pe 24 aprilie, iar a doua manșă pe 1 mai 2014.
Echipe calificate
- Benfica
- Juventus
- Sevilla
- Valencia

| Echipa 1 | Scor gen.     | Echipa 2 | Tur | Retur |
| -------- | ------------- | -------- | --- | ----- |
| Sevilla  | 3–3 (gol dp.) | Valencia | 2–0 | 1–3   |
| Benfica  | 2–1           | Juventus | 2–1 | 0–0   |

### Prima manșă
| Sevilla FC         | 2–0 | Valencia CF |
| ------------------ | --- | ----------- |
| Mbia 33' Bacca 36' |     |             |

| SL Benfica        | 2–1 | Juventus Torino |
| ----------------- | --- | --------------- |
| Garay 3' Lima 84' |     | Tévez 73'       |

### Manșa secundă
| Valencia CF                             | 3–1 | Sevilla FC  |
| --------------------------------------- | --- | ----------- |
| Feghouli 14' Beto 26' (ag.) Mathieu 70' |     | M'Bia 90+4' |

| Juventus Torino | 0–0 | SL Benfica |
| --------------- | --- | ---------- |
|                 |     |            |

## Finala
Finala s-a jucat pe 14 mai 2014 pe Juventus Stadium din Torino, Italia.
| Sevilla                       | 0–0 (d.p.) | Benfica                           |
| ----------------------------- | ---------- | --------------------------------- |
|                               | Report     |                                   |
| Bacca · Mbia · Coke · Gameiro | 4–2        | Lima · Cardozo · Rodrigo · Luisão |